# 無人知曉 (電視劇)
《無人知曉》（韓語：아무도 모른다），為韓國SBS於2020年3月2日起播出的月火連續劇，由《操作》的李正欽導演與《我的夢幻葬禮》的金恩亨作家合作打造。此劇講述站在社會邊緣的青年、想守護他們的大人、以及時隔19年後再度重啟的連續殺人案，三者相互交錯的懸疑感性故事。
台灣由愛奇藝台灣站、friDay影音、LINE TV、自3/3起每週二、三跟播。

## 演員陣容

### 主要人物
| 演員                      | 角色   | 介紹 |
| 金瑞亨 （青少年：金賽綸） | 車英珍 | 首爾地方員警廳 廣域搜查隊重案一組組長 表面予人像冰般冷漠其實外冷內熱，但卻非常憐惜弱者和被害人，是一個內心溫暖的人，好友在19年前的連環兇殺案遇害，兇手事後致電英珍挑釁稱本欲殺她但因不符合"條件"故改為其好友，自此英珍不會主動接近周圍的人並建立情感，實情是不欲再面對無力守護自己珍視的人而故意保持距離。 7年前搬新家的那天在家門階梯上，當時8歲的恩浩熱情地向她打招呼，對此感到不自在的英珍出於禮貌予以短談，其後偶爾得知恩浩缺乏家庭溫暖並予以關懷，二人關係更勝親生母子，恩浩升中學後某天跟英珍吃飯但席間欲言又止，當晚恩浩就墜樓了，深感錯愕的英珍自覺此事因她而起決定著手調查事情原委，發現事情遠比想像中複雜.... |
| 柳德煥                    | 李善宇 | 信聖中學科學老師（恩浩的班導） 信聖中學所屬財團現任理事長的小舅子，也是第一代理事長的兒子。3年前首執教鞭卻在阻止校園暴力的過程中，為了保護學生而受傷卻被指違反教師守則只好離開學校。感到沮喪的善宇其後轉到信聖中學擔任科學老師，自此恪守學校規定並有意和學生們保持距離，其實內心依舊對學生非常關懷並厭惡要假裝冷漠的自己，雖發現恩浩貌似有著煩惱但也沒有過問，之後卻收到恩浩墜樓的消息，不想再自我逃避的善宇決定同找上門調查的車英珍合作。 |
| 朴勳 （青少年：白在佑）   | 白尚浩 | 韓生命財團理事長，千禧酒店代表，舉止浮誇卻能言善辯，雖為富豪卻酷愛泡麵，旗下財團與信聖合作多年，與尹熙燮夫婦及李善宇識於微時且友好。 |
| 安智浩                    | 高恩浩 | 已經住在英珍樓下七年的少年，爸爸在他小時候因車禍身亡。其後母親混亂的私生活使他缺乏家庭温暖，只有英珍填補了箇中空缺故此兩人感情要好，然而總是默默承受家庭和學業的煩惱，某晚滿身傷痕的恩浩在千禧酒店頂層縱身一躍，箇中經過卻無人知曉... |

### 首爾地方警察廳廣域搜查隊
| 演員   | 角色   | 介紹 |
| 文盛瑾 | 黃仁範 | 車英珍前上司，當時聖痕案的負責警官，現職兒童及青少年科長，也是英珍投身警界的恩師，每當英珍的搜查陷入瓶頸時總能給予寶貴意見。                 |
| 閔鎮雄 | 李在弘 | 廣域搜查隊重案一組成員，辦案細心嚴謹又擅察言觀色，車英珍的拍檔，理解英珍追查聖痕殺人案的堅持並予以幫忙，與尹子英是歡喜冤家。                 |
| 朴哲民 | 韓根萬 | 廣域搜查隊科長，車英珍的上司，雖不滿英珍持續追查聖痕案影響到日常搜查，但在需要協助時仍會全力支援。                                           |
| 全錫燦 | 金炳熙 | 廣域搜查隊重案二組成員，抱住"多一事不如少一事"的典型公僕作風，故此不太積極協助英珍追查聖痕案，但是多年的刑偵經驗使得需要時總能查獲有用線索。 |
| 姜瑞夏 | 尹子英 | 搜查支援隊巡警，崇拜車英珍，偶爾得知英珍追查聖痕殺人案後自薦協助搜查，並憑藉多次給予有用線索使得車英珍破例招攬到廣域搜查隊。                 |
| 白秀章 | 朴振秀 | 廣域搜查隊重案二組成員，金炳熙的拍檔，與金炳熙對聖痕案搜證態度相比明顯較為積極。                                                             |
| 李彩恩 | 洪恩珠 | 前廣域搜查隊員，現調職為搜查支援隊長，尹子英的上司。                                                                                         |

### 新生命教會
| 演員   | 角色   | 介紹 |
| 全茂松 | 權載天 | 新生命教會創辦人。 |
| 姜信一 | 徐尚原 | 新生命教會前牧師，聖痕連環殺人案兇手之一。殺害任稀情後誘導車英珍在大廈頂層見面，透露行兇是彰顯「神蹟」並聲稱只有他本人「殉道」後受害者就能復活，隨即墮樓身亡，死前卻稱秀晶及任稀情身上沒「記號」故不能復活。     |
| 白賢珠 | 任稀情 | 信聖財團理事之一，已故新生命教會創辦人權載天牧師的得力助理，也是聖痕連環殺人案第九起案件的受害者。 |
| 權海驍 | 張基浩 | 同樣是權載天牧師生前的得力助理，教會地位與任稀情相當，在逃避白尚浩手下追殺途中昏倒幸得高恩浩撿回一命，事後給予恩浩"福音書"並聲稱會報答其救命之恩後失蹤，實藏匿於深山受到不屬於白尚浩及尹熙燮派別的教會中人庇護。 |
|        | 劉判戌 | 新生命教會成員，分別向白尚浩及尹熙燮收錢替兩人找尋張基浩的下落。 |
| 趙善穆 |        | 新生命教會秘書長，對聖痕殺人案的內情貌似有所了解並對警方隱瞞。 |

### 信聖中學
| 演員   | 角色   | 介紹 |
| 趙漢哲 | 尹熙燮 | 信聖財團理事長兼信聖中學校長。李善宇的姐夫，事業家庭皆得意，是眾人眼中的模範，夢想是建立綜合大學以圓岳父的教育夢，表面以教育家自居，其實為人勢利偽善，得悉恩浩墜樓後完全沒有問候其傷勢，只關心事發地點是否在學校以免影響校譽，對於牽涉其中的周東明和河敏成並無理清兩者在事件中的角色，並出於敏成父母對建校的巨額金援偏袒河敏成。 |
| 尹燦榮 | 周東明 | 高恩浩的隔壁班同學，父親在他小時候坐牢至今，故無異於單親家庭成長，因家貧及需要鉅款替弟弟做手術，故此放學後會在恩浩媽媽的男友的食材批發公司兼職搬運工。 |
| 尹在鎔 | 河敏成 | 高恩浩的同班同學，父母是擁有多棟大廈和多筆房地產的有錢人。從小學到現在中學都是恩浩的同學。雖然曾經和恩浩親近，但敏成媽媽知道恩浩家庭狀況後不讓他和恩浩來往。看著相信金錢就是萬能的父母長大並左右其生活，內心深處毫不認同其價值的敏成總是一臉憂鬱。                                                                               |

### 其他人物
| 演員   | 角色    | 介紹 |
| 張英南 | 鄭素妍  | 高恩浩的媽媽，髮型屋老闆娘，私生活混亂又愛喝酒，疏於照顧恩浩卻妒忌他重視英真多於自己，母子關係不算和睦，其實內心深處非常珍愛恩浩只是不懂表達情感。                                                                                         |
| 金施恩 | 崔秀靜  | 車英珍的摯友，聖痕連環殺人案第八名受害者。 |
| 徐宜淑 |         | 崔秀靜母親，曾痛恨英珍沒接其女兒的求救來電導致其死亡，後和解。 |
| 徐榮柱 | 金泰亨  | 表面是白尚浩安排照顧高恩浩的看護，實際替他監視恩浩情況、匯報探病記錄並偷錄對話藉此搜集情報，雖對此有疑問但仍舊執行，在學時誤傷當時初執教鞭的李善宇被逼輟學，心中一直對此內疚亦同時怨懟李善宇沒有聆聽其解釋，對白尚浩一夥的真面目並不知情。 |
| 太元碩 | 高希棟  | 表面上是千禧酒店的保安室長，其實是跟白尚浩在新生命教會一起長大的兄弟，孔武有力，肥胖的身形是其最大的特色。 |
| 申載輝 | 吳斗碩  | 白尚浩的秘書，與白尚浩形影不離，是跟白尚浩在新生命教會一起長大的兄弟，沉默寡言，辦事乾淨俐落。 |
| 朴敏靜 | 裴善兒  | 表面上是千禧酒店的經理，其實是跟白尚浩在新生命教會一起長大的姊妹，擁有能蠱惑人心的雙眼。 |
| 張宰豪 | 崔大勳  | 河敏成的司機，與河敏成有著如高恩浩和車英珍般的深厚情誼。 |
| 閔成旭 | Kevin鄭 | 在千禧酒店進行毒品交易而被白尚浩抓到。 |
| 柳成錄 | 李英植  | 販毒業者，在千禧酒店進行毒品交易而被白尚浩抓到。 |
| 安美娜 | 李善景  | 尹熙燮的妻子。 |
| 玉曳璘 | 尹智媛  | 尹熙燮的女兒。 |

## 原聲帶
- Part.1（發行日期：2020年3月9日）

| 曲序 | 曲目          | 演唱     | 时长 |
| ---- | ------------- | -------- | ---- |
| 1.   | 溫氣（온기）  | 鮮于貞娥 | 3:47 |
| 2.   | 溫氣（Inst.） |          | 3:47 |

- Part.2（發行日期：2020年3月10日）

| 曲序 | 曲目               | 演唱 | 时长 |
| ---- | ------------------ | ---- | ---- |
| 1.   | Happiness          | SAAY | 4:18 |
| 2.   | Happiness（Inst.） |      | 4:18 |

- Part.3（發行日期：2020年3月16日）

| 曲序 | 曲目                                        | 演唱            | 时长 |
| ---- | ------------------------------------------- | --------------- | ---- |
| 1.   | 誰都無法解開的秘密（누구도 풀지 않는 비밀） | Richard Parkers | 3:20 |
| 2.   | 誰都無法解開的秘密（Inst.）                 |                 | 3:20 |

- Part.4（發行日期：2020年3月17日）

| 曲序 | 曲目          | 演唱           | 时长 |
| ---- | ------------- | -------------- | ---- |
| 1.   | Lost          | 金鐘萬（Nell） | 4:02 |
| 2.   | Lost（Inst.） |                | 4:02 |

- Part.5（發行日期：2020年4月6日）

| 曲序 | 曲目                                                 | 演唱 | 时长 |
| ---- | ---------------------------------------------------- | ---- | ---- |
| 1.   | Even if nobody cares for you（아무도 찾지 않더라도） | SE O | 3:20 |
| 2.   | Even if nobody cares for you（Inst.）                |      | 3:20 |

## 收視率
| 集數       | 集數       | 播出日期   | AGB收視率        | AGB收視率      | TNmS收視率       |
| 集數       | 集數       | 播出日期   | 大韓民國（全國） | 首爾（首都圈） | 大韓民國（全國） |
| ---------- | ---------- | ---------- | ---------------- | -------------- | ---------------- |
| 1          | 1部        | 2020/03/02 | 6.6%             | 6.9%           | 6.7%             |
| 1          | 2部        | 2020/03/02 | 9.0%             | 9.6%           | 8.9%             |
| 2          | 1部        | 2020/03/03 | 7.1%             | 8.1%           | 6.6%             |
| 2          | 2部        | 2020/03/03 | 8.8%             | 9.6%           | 8.0%             |
| 3          | 1部        | 2020/03/09 | 7.1%             | 7.8%           | 6.3%             |
| 3          | 2部        | 2020/03/09 | 9.3%             | 10.0%          | 7.9%             |
| 4          | 1部        | 2020/03/10 | 7.8%             | 8.2%           | 7.3%             |
| 4          | 2部        | 2020/03/10 | 9.5%             | 10.2%          | 8.8%             |
| 5          | 1部        | 2020/03/16 | 7.5%             | 7.9%           | 6.8%             |
| 5          | 2部        | 2020/03/16 | 9.8%             | 10.5%          | 7.9%             |
| 6          | 1部        | 2020/03/17 | 7.6%             | 8.4%           | 6.6%             |
| 6          | 2部        | 2020/03/17 | 9.1%             | 9.5%           | 7.5%             |
| 7          | 1部        | 2020/03/23 | 6.8%             | 7.4%           | 6.2％            |
| 7          | 2部        | 2020/03/23 | 9.1%             | 9.5%           | 7.7%             |
| 8          | 1部        | 2020/03/24 | 7.2%             | 7.5%           | 7.1%             |
| 8          | 2部        | 2020/03/24 | 9.8%             | 10.5%          | 8.8%             |
| 9          | 1部        | 2020/03/30 | 7.0%             | 7.5%           | 6.5%             |
| 9          | 2部        | 2020/03/30 | 9.0%             | 9.3%           | 8.4%             |
| 10         | 1部        | 2020/03/31 | 7.0%             | 7.3%           | 6.1%             |
| 10         | 2部        | 2020/03/31 | 9.6%             | 10.1%          | 9.0%             |
| 11         | 1部        | 2020/04/06 | 7.4%             | 7.8%           | 6.9%             |
| 11         | 2部        | 2020/04/06 | 9.2%             | 9.5%           | 8.7%             |
| 12         | 1部        | 2020/04/07 | 8.1%             | 8.7%           | 7.9%             |
| 12         | 2部        | 2020/04/07 | 9.7%             | 10.4%          | 8.9%             |
| 13         | 1部        | 2020/04/13 | 7.9%             | 8.8%           | 7.9%             |
| 13         | 2部        | 2020/04/13 | 9.9%             | 11.1%          | 不適用           |
| 14         | 1部        | 2020/04/14 | 8.6%             | 9.5%           | 7.2%             |
| 14         | 2部        | 2020/04/14 | 10.5%            | 11.2%          | 8.6%             |
| 15         | 1部        | 2020/04/20 | 8.1%             | 8.8%           | 7.2%             |
| 15         | 2部        | 2020/04/20 | 10.0%            | 10.8%          | 8.8%             |
| 16         | 1部        | 2020/04/21 | 8.8%             | 9.8%           | 7.9%             |
| 16         | 2部        | 2020/04/21 | 11.4%            | 12.0%          | 9.6%             |
| 平均收視率 | 平均收視率 | 平均收視率 | 8.57%            | 9.19%          | —                |

- 收視最低的集數以藍色表示，收視最高的集數以紅色表示，而空格則表示該集的收視沒有相關數據。

## 同時段競爭作品
- KBS2 月火連續劇：《友情契約》、《Born Again》
- MBC 月火連續劇：《365：逆轉命運的1年》
- tvN 月火連續劇：《謗法》、《一半的一半》
- JTBC 月火連續劇：《天氣好的話，我會去找你》

## 提名及獲獎列表
| 年度   | 頒獎典禮    | 獎項                                  | 入圍者 | 結果 |
| 2020年 | SBS演技大獎 | 題材及動作迷你劇部門 男子最優秀演技獎 | 柳德煥 | 提名 |
| 2020年 | SBS演技大獎 | 題材及動作迷你劇部門 女子最優秀演技獎 | 金瑞亨 | 獲獎 |
| 2020年 | SBS演技大獎 | 題材及動作迷你劇部門 男子優秀演技獎   | 朴勳   | 提名 |
| 2020年 | SBS演技大獎 | 題材及動作迷你劇部門 女子優秀演技獎   | 張英南 | 提名 |
| 2020年 | SBS演技大獎 | 青少年演技獎                          | 安智浩 | 獲獎 |

## 外部連結
- 韓國SBS官方網站
- 台灣八大電視官方網站（繁體中文）
- Daum上《無人知曉》的資料

| SBS 月火劇                                      | SBS 月火劇                                    | SBS 月火劇 |
| ----------------------------------------------- | --------------------------------------------- | ---------- |
|                                                 | 無人知曉 （2020年3月2日－2020年4月21日）      |            |
| 浪漫醫生金師傅2 （2020年1月6日－2020年2月25日） | Good Casting （2020年4月27日－2020年6月16日） |            |

| 新加坡、 马来西亚、 SONY ONE HD 星期二至三 20:15 - 21:35  | 新加坡、 马来西亚、 SONY ONE HD 星期二至三 20:15 - 21:35 | 新加坡、 马来西亚、 SONY ONE HD 星期二至三 20:15 - 21:35 |
| --------------------------------------------------------- | -------------------------------------------------------- | -------------------------------------------------------- |
|                                                           | 无人知晓 （2020年3月3日－2020年4月22日）                 |                                                          |
| 浪漫医生金师傅2 （2020年1月7日－2020年2月26日）           | 最强卡司 （2020年4月28日－2020年6月17日）                |                                                          |
| 星期二至五 19:05 - 20:15                                  |                                                          |                                                          |
| 我的野蠻女友（配音版） （2020年10月29日－2020年11月25日） | 無人知曉（配音版） （2020年11月26日－2020年12月23日）    | 棒球大聯盟（配音版） （2020年12月24日－2021年1月20日）   |

| 臺灣 八大綜合台 星期一至五 21:00 - 22:00 | 臺灣 八大綜合台 星期一至五 21:00 - 22:00  | 臺灣 八大綜合台 星期一至五 21:00 - 22:00 |
| ---------------------------------------- | ----------------------------------------- | ---------------------------------------- |
|                                          | 無人知曉 （2022年10月6日－2022年11月8日） |                                          |
| 信號 （2022年8月30日－2022年10月5日）    | 變身情人 （2023年1月9日－2023年2月15日）  |                                          |